# Mademoiselle Raucourt
Vous lisez un « bon article » labellisé en 2023.
Pour les articles homonymes, voir Raucourt.
Marie-Antoinette-Joseph Saucerotte, dite Françoise Raucourt et Mademoiselle Raucourt, née le 3 mars 1756 à Paris et morte le 15 janvier 1815 dans la même ville, est une actrice, courtisane et libertine française célèbre de la fin du XVIIIe siècle. En 1772, elle connaît dès l'âge de 16 ans un immense succès à la Comédie-Française, dû autant à sa beauté qu'à son talent.
Entretenue dès l'âge de 17 ans par de riches protecteurs tout en affichant son homosexualité et ses liaisons féminines dont l'actrice Sophie Arnould, elle mène un train de vie luxueux et tapageur qui provoque l'indignation. En 1777, renvoyée de la Comédie-Française et couverte de dettes, elle s'enfuit de France avec sa compagne du moment, Madame Souck, mais à Hambourg, les deux femmes sont condamnées pour escroquerie et emprisonnées quelque temps. On ignore ce qu'elle devient ensuite pendant près de deux ans. En 1779, elle revient en France et est réintégrée à la Comédie-Française grâce à la protection de la reine Marie-Antoinette qui semble avoir payé ses dettes. Elle retrouve alors la faveur du public dans des rôles plus graves.
Malgré ses généreux amants, elle est présentée dès 1773 comme « la reine des tribades » et la rumeur fait d'elle la grande-maîtresse d'une prétendue « secte des Anandrynes », société secrète lesbienne qui aurait été réservée à l'aristocratie et à laquelle aurait appartenu Marie-Antoinette. En 1779, elle est la destinataire de l'Épître à une jolie lesbienne.
Sous la Révolution, royaliste convaincue, elle est emprisonnée six mois en 1793. Elle fonde, en 1796, un second « Théâtre-Français », dont elle est expulsée. Elle fait cependant partie des comédiens réintégrés à la Comédie-Française en 1799.
Sous le Premier Empire, alors qu'elle approche de la cinquantaine, elle est chargée par Napoléon de l'organisation des spectacles français en Italie, mais ses apparitions sur scène ne sont plus un succès : son jeu est daté et il ne reste plus grand-chose de sa beauté d'autrefois. La fin de l'Empire voit son ancienne gloire disparaître. Menant une vie paisible loin de celle qui provoquait le scandale dans sa jeunesse, elle partage sa vie avec Madame de Ponty, sa compagne, rencontrée lors de son emprisonnement en 1793 et consacre une grande partie de son temps à la culture de fleurs et de plantes au château de La Chapelle-Saint-Mesmin près d'Orléans, où elle réside à partir de 1801. Elle meurt en 1815 à Paris à l’âge de 58 ans.

## Biographie

### Une enfance dans un quartier pauvre de Paris auprès d'un père obscur comédien ambulant
Marie-Antoinette-Joseph Saucerotte nait le 3 mars 1756 à Paris dans « une pauvre maison » de la rue de La Vieille-Boucherie (actuelle rue de la Harpe) où ses parents végètent misérablement dans ce quartier d'artisans. Elle est la fille de François Saucerotte dit Raucourt, obscur comédien ambulant,, originaire du village de Raucourt en Lorraine dont il prit le nom, et d'Antoinette de La Porte, elle aussi originaire de Lorraine et peut-être ancienne domestique à la cour du duc de Lorraine. On ne connaît que peu de choses sur son enfance, sinon qu'elle accompagne ses parents au gré des randonnées théâtrales de son père, qui l'aurait fait monter sur scène dès l'âge de douze ou treize ans.

### Un début triomphal à16 ansà la Comédie-Française

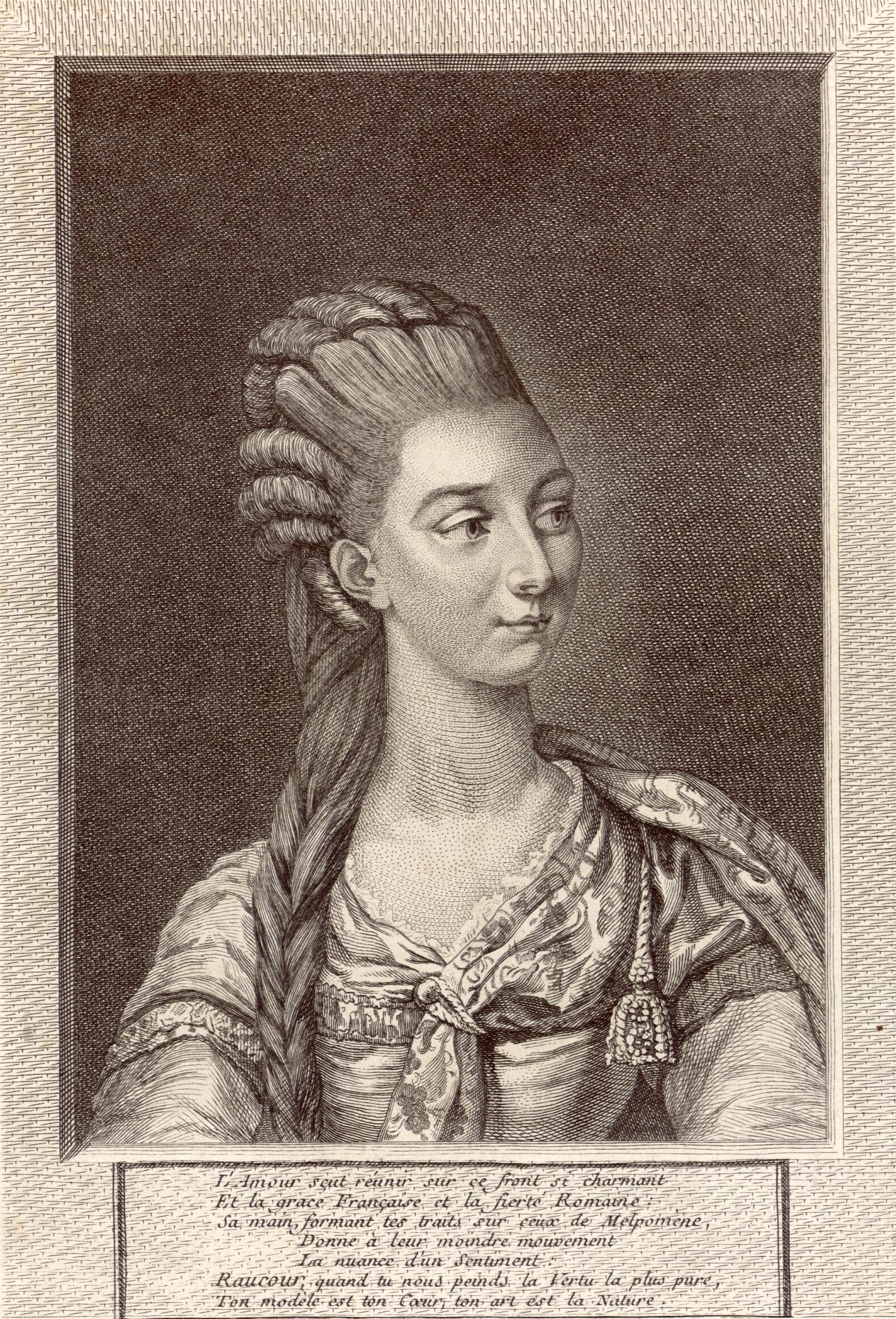
Mademoiselle Raucourt dans Mithridate, gravure de Madame Lingée d'après Sigmund Freudenberger, dédiée à Madame du Barry (1773).

Elle rencontre immédiatement un succès éclatant, qu'elle doit autant à sa beauté qu'à son talent.
En 1770, à 14 ans, elle connaît son premier succès sur la scène du théâtre de Rouen en jouant Euphémie dans la pièce Gaston et Bayard de Pierre Laurent Buirette de Belloy. Les échos de sa prestation remontent jusqu'à Paris et en 1771, les gentilshommes de la Chambre du roi la font venir à la Comédie-Française où elle devient l'élève de Mademoiselle Clairon et de Brizard.
Le 23 décembre 1772, à 16 ans, elle débute à la Comédie-Française dans le rôle de Didon et connaît un triomphe lors de la première soirée. Ses débuts deviennent un évènement. De représentation en représentation, l'enthousiasme à son sujet ne fait que croître et l'admiration devient du fanatisme : dès le matin, la foule assiège la Comédie-Française. Louis XV, qui d'habitude n'aime pas les tragédies, est ébloui : le roi la dote de cinquante louis et décide qu'elle sera reçue comme sociétaire sans épreuve . Elle devient alors sociétaire en janvier 1773 avec un appointement de 1 800 livres.

### Une courtisane libertine au train de vie luxueux
Celle que l’on appelle maintenant « mademoiselle Raucourt » semble être un modèle de vertu, dont la conquête fait l'objet de toutes les convoitises.
Des inconnus déposent dans sa loge des rouleaux d'or de cent louis. Raucourt père, qui a flairé le trésor que représente la conquête de la vertu de sa fille (il la surprend un jour glissant un billet dans son sein et la fait délacer devant lui, elle doit les cacher ensuite dans ses bas), la surveille et la suit comme son ombre, armé de pistolets mais « la main ouverte ».
Cependant, cette réputation de vertu s'évanouit bien vite et la courtisane sans retenue remplace la pudique jeune fille.
De nombreuses spéculations circulent sur les riches et puissants prétendants qui lui auraient proposé des sommes considérables en échange de ses faveurs : le vieux roi Louis XV avec la complicité de Madame du Barry, le prince de Bouillon, le duc de Bourbon, le duc d'Aiguillon et plus vraisemblablement François-Georges Mareschal marquis de Bièvres qui lui donne 40 000 livres pour payer ses dettes, lui assure en janvier 1774 une rente viagère de 6 000 livres plus 1 500 livres par mois pour le courant de sa maison. Regrettant ses largesses, il se plaint au lieutenant général de police et lui écrit :

« La belle Raucourt, qui commence par là où les autres finissent, à 17 ans et 9 mois a arraché à mon ivresse ou à ma stupidité, un contrat qu'elle a fixé à deux mille écus. »

Mais déjà, pendant sa liaison avec le marquis de Bièvres, Françoise Raucourt, qui n'a alors que 17 ans, est connue pour son goût pour « l'amour saphique » et elle le quitte au bout de quelques mois pour nouer une liaison avec l'actrice Sophie Arnould.
Malgré son attirance pour les femmes, d'autres riches protecteurs issus de la Cour ou de la finance succèdent rapidement au marquis de Bièvres. Devenue une célèbre courtisane, sa vie relève alors de la chronique libertine et scandaleuse et elle mène un train de vie très luxueux : « Elle eut des chevaux, des équipages, un train de duchesse et rivalisa avec les plus opulentes impures. » Tout ce luxe étalé commence à indigner.

### Des frasques qui provoquent le scandale et la brusque défaveur du public
Les frasques et les scandales de sa vie libertine finissent par nuire à son prestige et à sa réputation de tragédienne. On en vient à lui nier ses qualités les plus réelles. 
« On contestait jusqu'à sa beauté, « plutôt d'un homme que d'une femme. » On se demandait par quel aveuglement on avait pu admirer « cette voix rauque, ce débit outré, ce jeu frénétique. » C'était comme un bandeau qui tombait des yeux du public. Jamais on ne vit changement si brusque ni plus inattendu. Idolâtrée la veille, elle fut honnie le lendemain. »
Pendant un peu plus de trois ans, elle continue néanmoins à vivre dans la splendeur et le luxe : on la voit avoir une maison de campagne, un hôtel particulier à Paris, des tableaux, des livres, des bijoux, des robes à profusion « grâce au crédit que les prêteurs font aux jeunes actrices dont la beauté est valeur marchande ».

### Banqueroute et première fuite à l'étranger en 1776 avec Madame Souck
En juin 1776, criblée de dettes, elle est en banqueroute et quitte brusquement la scène pour se réfugier dans l'enclos du Temple, asile alors ouvert aux débiteurs insolvables où ils peuvent échapper aux procédures de leurs créanciers. Elle est aussitôt exclue de la Comédie-Française pour sa conduite. Dans l'enclos du Temple, elle fait la connaissance de Jeanne-Françoise Marie Sourques dite Madame Souck. Un mois plus tard, elle s'évade de nuit de l'enclos du Temple et quitte la France en compagnie de Madame Souck pour « voyager dans les cours du Nord ».
Ce premier exil ne dure pas. En octobre 1776, elle revient à Paris toujours en compagnie de Madame Souck chez qui elle s'installe, et qui, comme elle, est poursuivie par les créanciers. Françoise Raucourt continue à « rouler carrosse » quand, le 26 mars 1777, elle est arrêtée et conduite à la prison du For-l'Évêque où elle ne reste que quelques heures, libérée sur une intervention attribuée à la reine Marie-Antoinette qui en novembre 1777 fera preuve de faveurs particulières à l'égard de Françoise Raucourt en étant disposée à payer ses dettes qui s'élèvent à plus de 200 000 livres.

### Seconde fuite à l'étranger en 1777, condamnation pour escroquerie et disparition
Pour échapper à leurs créanciers, Françoise Raucourt et Madame Souck s'exilent en novembre 1777 aux Pays-Bas autrichiens et vivent pendant près d'un an chez le prince de Ligne, qui les entretient. Après avoir fabriqué de fausses lettres de change au nom du prince, elles s'enfuient à Hambourg où elles sont arrêtées et condamnées à être rasées, fouettées et marquées pour escroquerie,.
Françoise Raucourt écrit au prince de Ligne :

« Ah ! prince, venez arracher de la main d'un barbare ce fouet qui profane les charmes que vous avez adorés. Hélas ! Si vous tardez, ils seront méconnus des yeux charmants de Votre Altesse. »

Le prince de Ligne paye les fausses lettres de change, mais on ignore ce que deviennent ensuite Françoise Raucourt et sa compagne pendant quelque temps.

### Retour à La Comédie-Française en 1779 et nouvelle faveur du public

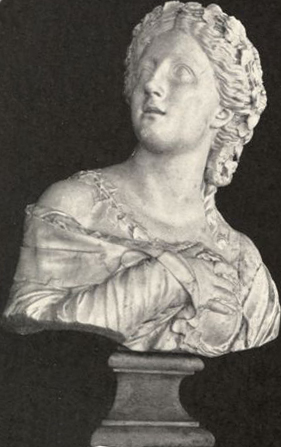
Buste en marbre de Mademoiselle Raucourt par Jean-Antoine Houdon (1783).

Françoise Raucourt réapparait à Paris en 1779. Le 28 août 1779, grâce à l'intervention de la reine Marie-Antoinette, qui fait aussi régler ses dettes, elle est réintégrée à la Comédie-Française malgré l’opposition de ses collègues. Elle parvient cependant dans des rôles plus graves à s’attirer le respect de ses camarades et le retour de la faveur du public qui la réclame et se scandalise quand on lui propose une autre comédienne.
Le 1er mars 1782, elle fait représenter un drame de sa création, en trois actes et en prose, sur la scène de la Comédie-Française, intitulé Henriette ou La Fille déserteur. Elle y interprète le rôle principal, celui d'une femme travestie en officier. Toutefois, le critique Jean-François de La Harpe attribue l'œuvre au comédien Monvel ou à Barnabé Farmian Durosoy,.

### Sous la Révolution et le Consulat

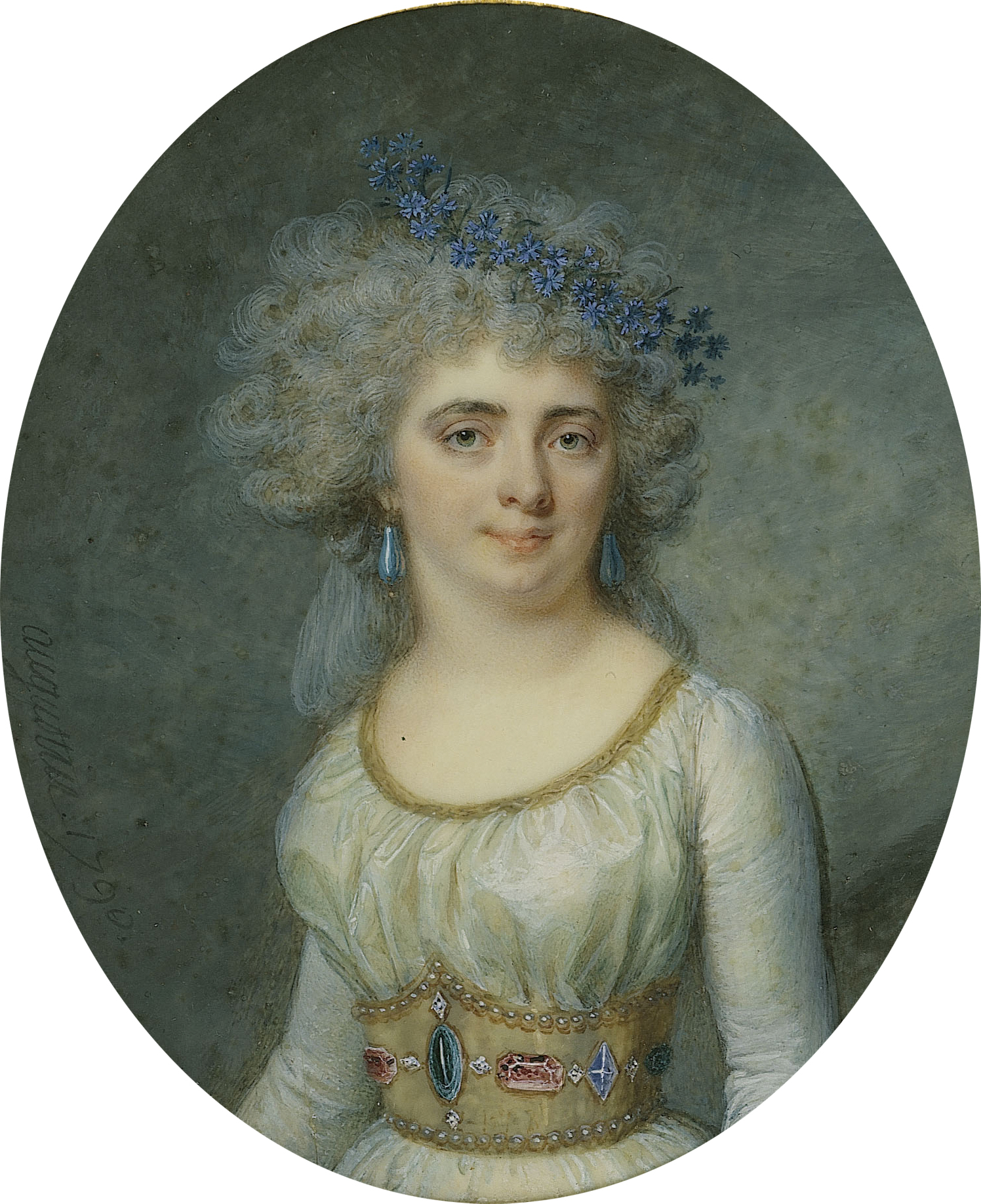
Portait de Mademoiselle Raucourt par Jean-Baptiste Jacques Augustin (1790), musée Cognacq-Jay.

Très royaliste, elle fait partie, sous la Révolution française, des acteurs du Théâtre-Français emprisonnés en septembre 1793 à la prison Sainte-Pélagie où elle reste six mois. Elle y rencontre Marie-Henriette Simonnot-Ponty, dite Madame de Ponty, avec laquelle elle commence une liaison et qui sera sa compagne jusqu'à la fin de sa vie.
Elle fonde, en 1796, un second « Théâtre-Français » au théâtre Louvois dont elle est expulsée par ordre du Directoire. La même année, son père François Saucerotte se suicide en se jetant d'une fenêtre de son logis rue Corneille à Paris « pour ne pas mourir de faim ».
En 1799, à 43 ans, Françoise Raucourt réintègre la Comédie-Française à la réunion générale des Comédiens-Français. Elle joue les reines de tragédie avec une autorité exemplaire.
En 1801, chargée de recruter une élève pour la Comédie-Française, elle prend en charge la formation de Mademoiselle George, âgée de quatorze ans. Intime de Joséphine de Beauharnais, qu'elle a connue lors de son incarcération en 1793 et alors épouse du Premier Consul Napoléon Bonaparte, elle présente au couple sa jeune élève qui devient quelque temps après la maitresse de Lucien Bonaparte (qui aurait négocié avec mademoiselle Raucourt les faveurs de la belle débutante), puis, en 1803, celle de Napoléon Bonaparte.

### Le déclin à la cinquantaine sous le Premier Empire

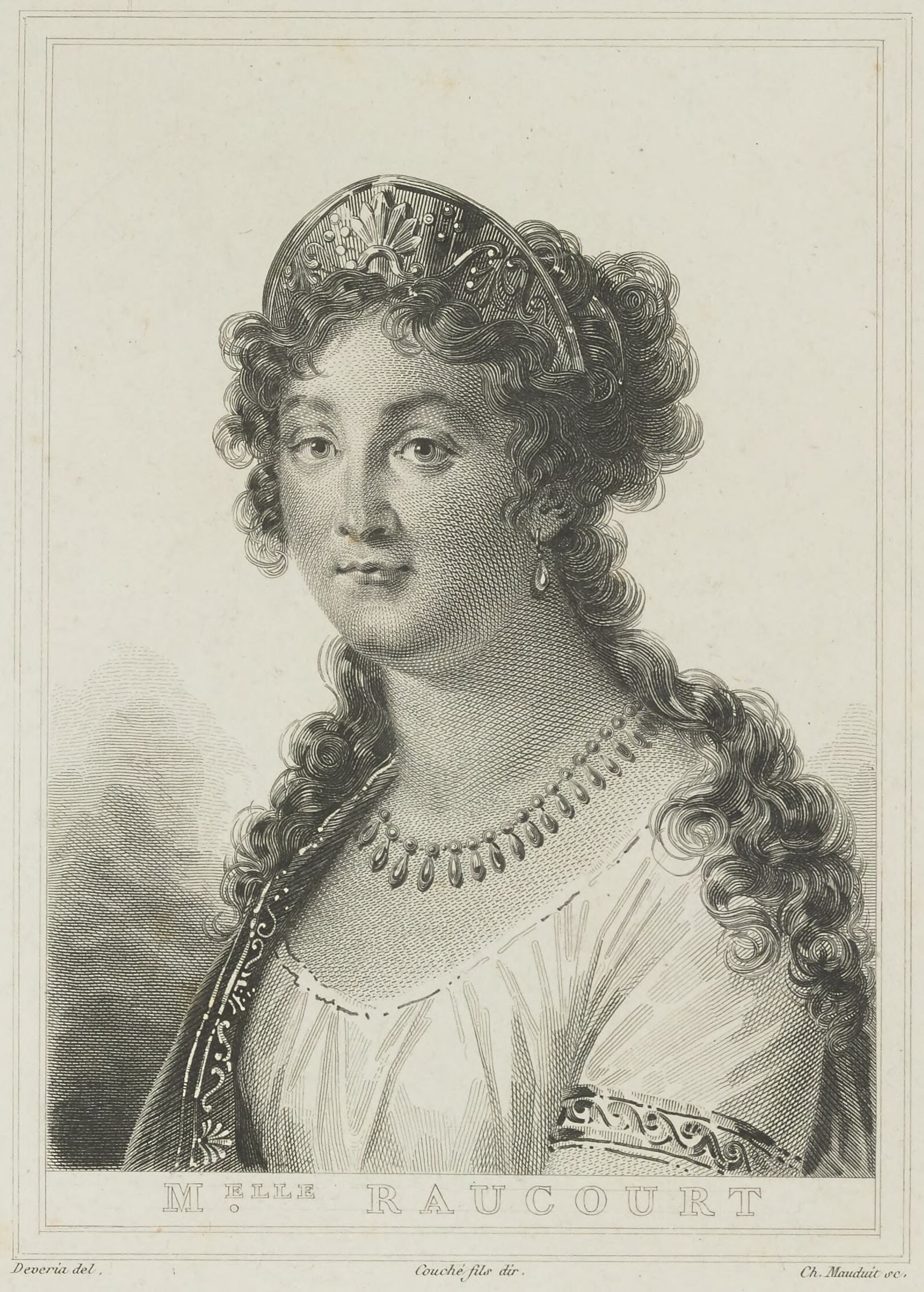
Françoise Raucourt vers 1810 par Eugène Devéria.

À l'avènement du Premier Empire, elle approche de la cinquantaine et règne à la Comédie-Française dans la gloire de son passé comme la dernière grande reine des répertoires périmés. Napoléon, qui la comble de ses faveurs et de ses libéralités, déclare cependant qu'à l'exception d'un très petit nombre de rôles on devait lui interdire tous les autres. Moyen trouvé par Napoléon pour l'éloigner de la scène officielle ou crédit auprès de son amie l'impératrice Joséphine, l'empereur lui confie, le 10 juillet 1806, l'organisation des spectacles français en Italie. La tournée en Italie n'est pas un grand succès et ses apparitions sur scène ne produisent plus guère d'effets : son jeu est démodé et il ne reste plus grand-chose de sa beauté d'autrefois ; on remarque que sa figure est « assez vivement couperosée ». Elle est décrite en mars 1802 comme « une grosse femme à la figure rouge » qui joue « avec le plus mauvais goût possible ». Une gazette écrit de façon hardie « chez elle, la lame avait usé le fourreau ». La fin de l'Empire voit « son ancienne gloire disparaitre dans la vieillesse d'une actrice qui se survit ».

### La châtelaine de La Chapelle Saint-Mesmin

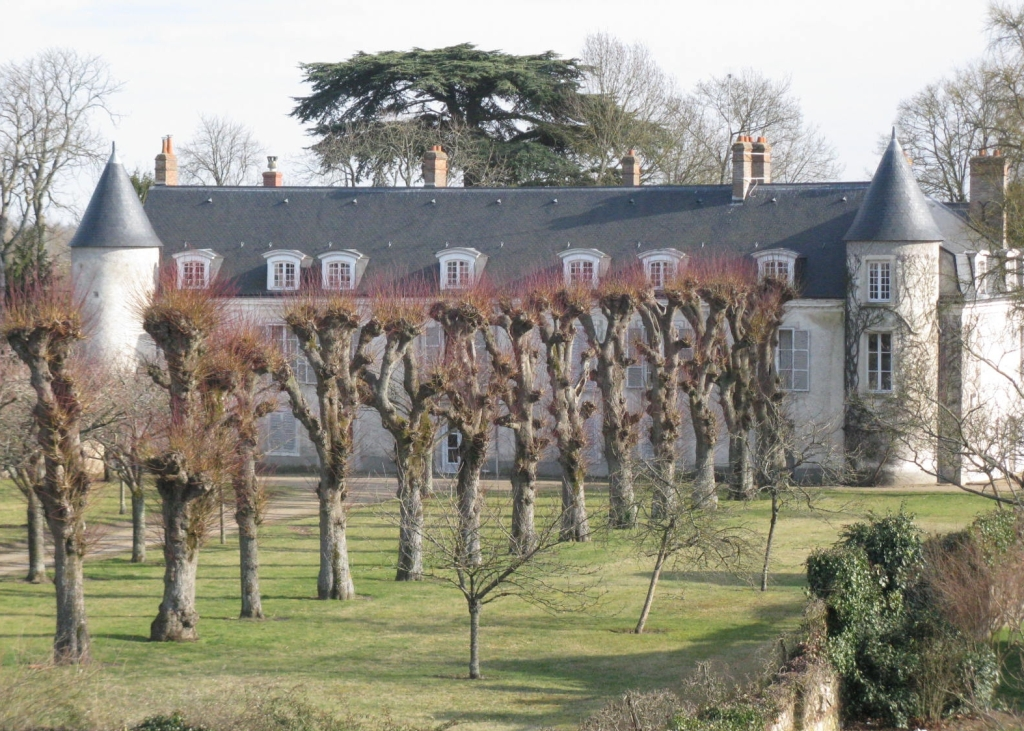
Château de La Chapelle Saint-Mesmin.

En 1801, elle devient la châtelaine du Château des Hauts (La Chapelle-Saint-Mesmin) près d'Orléans, officiellement acheté par sa compagne Henriette Simonot-Ponty qui lui fait un bail à vie, ceci sans doute pour soustraire ses biens à ses créanciers.

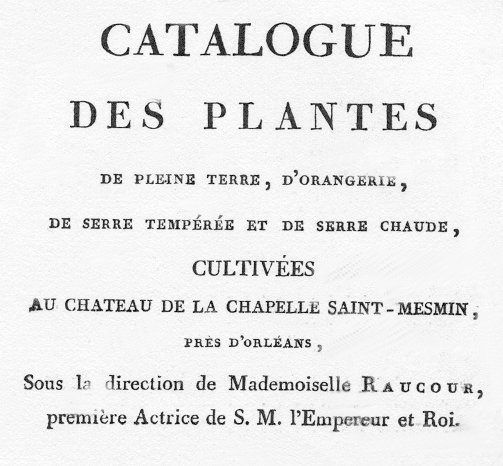
Catalogue des plantes cultivées au château de La Chapelle Saint-Mesmin.

Françoise Raucourt et sa compagne y viennent à la belle saison. Elle y emmène sa jeune élève Mademoiselle George pour la faire travailler et se consacre aux fleurs et aux plantes de son parc, sa passion pour la culture florale semblant primer maintenant pour elle sur l'art théâtral. Elle y reçoit aussi régulièrement le tragédien François-Joseph Talma, et son amie l'impératrice Joséphine de Beauharnais vient la visiter pour admirer ses fleurs.
En 2023, le Conseil départemental du Loiret intègre, dans un nouveau circuit touristique intitulé la Route des Illustres du Loiret, la résidence chapelloise de la comédienne. À cette occasion, un panneau descriptif de sa vie est installé à l'entrée du château début 2024.
En 1844, alors que le château est racheté par l’évêque d'Orléans Jean-Jacques Fayet, quelqu'un lui demande : « Vraiment, Monseigneur, vous allez bâtir un séminaire dans ce parc et habiter vous-même dans ce château qui ont été souillés par la présence de la comédienne ? » - « Oh, rassurez-vous, dit l’évêque, on a changé les draps ! ».

### Fin de vie et goût pour la religion

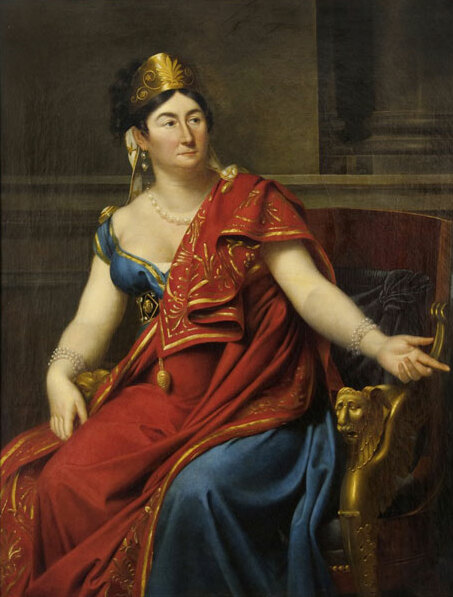
Mlle Raucourt à 56 ans en 1812 dans le costume d'Agrippine par Adèle Romany, huile sur toile à la Comédie-Française.

Depuis son retour d'Italie et avec l'arrivée de la vieillesse, Françoise Raucourt « avait pris un goût très vif pour la religion ». Elle offre le pain bénit à l'église Saint-Roch et dans sa dernière année, elle fait des aumônes importantes pour les pauvres de la paroisse. Elle annonce sa retraite formelle de la Comédie-Française pour le 1er avril 1815.
Elle meurt le 15 janvier 1815 à l’âge de 58 ans dans le petit appartement au 2 rue du Helder à Paris où elle vit avec Madame de Ponty. Sur ordre de l'archidiocèse de Paris, le curé de l'église Saint-Roch Claude-Marie Marduel, refuse l'entrée du cercueil de Mademoiselle Raucourt dans son église, mais la foule enfonce les portes et introduit de force son cercueil dans l'église, et le curé doit déléguer un de ses vicaires pour dire l'office.
Françoise Raucourt est inhumée au Père-Lachaise. Sa tombe se trouve dans la 20e division. Elle est surmontée d'un piédestal sur lequel était posé un buste en marbre de l'actrice signé Jean-Jacques Flatters, volé en 2005.

## Une homosexualité ouvertement affichée dès l'âge de17 ans
Dès 1773, à l'âge de 17 ans, Françoise Raucourt est connue dans la presse comme la reine et l’ambassadrice des « tribades » et elle affiche ouvertement son homosexualité et ses liaisons féminines. Selon certains auteurs « elle prit goût à l'amour saphique » durant sa liaison avec le marquis de Bièvres.
En 1774, à 17 ans et demi, elle quitte le marquis de Bièvres pour entretenir une liaison avec sa protectrice et amie, l'actrice Sophie Arnould alors âgée de 34 ans et en 1774 avec l'amante de celle-ci, Mademoiselle Virginie, jeune chanteuse à l'Opéra. Les deux femmes se brouillent quand en 1779, Françoise Raucourt enlève à Sophie Arnould son généreux amant, le prince de Hénin.
En novembre 1775, la Correspondance littéraire, philosophique et critique la désigne sous le nom de « Galathée » comme la grande-maîtresse d'une « Loge de Lesbos » dont les assemblées mystérieuses sont consacrées aux « amours saphiques ».
De 1776 à 1778 elle a une liaison avec Jeanne-Françoise Marie Sourques dite Madame Souck, une « jolie blonde allemande mais lesbienne d'origine », connue par les rapports de police pour exercer dans la « galanterie » depuis 1762 et décrite par les chroniqueurs de l'époque comme « aux mœurs absolument dépravées ».
Elle est la destinataire de l'Épître à une Jolie Lesbienne publiée en 1779 dans les Mémoires secrets pour servir à l'histoire de la République des Lettres en France depuis 1762 jusqu'à nos jours de Mathieu-François Pidansat de Mairobert.
Selon ces Mémoires secrets, elle éprouve en 1784, une passion pour l'actrice Louise Contat dont elle paie les dettes sans en obtenir les faveurs.
En 1784, Pidansat de Mairobert, dans son ouvrage L'Espion anglais, fait d'elle la présidente d'une prétendue secte des Anandrynes, société secrète lesbienne qui aurait été réservée à l'aristocratie et à laquelle aurait appartenu Marie-Antoinette.
De 1793 jusqu'à sa mort, elle a pour compagne Marie-Henriette Simonnot-Ponty dite Madame de Ponty,.
Pour marquer ses préférences, Françoise Raucourt porte souvent des vêtements d'homme, ce qui, à l'époque, n'est pas courant,, et se fait représenter habillée en homme sur certains tableaux.

## Portraits et sculptures
- Madame Lingée, Portrait de Mademoiselle Raucourt Françoise Marie Antoinette Saucerotte dite Mlle Raucourt de la Comédie Française (1772), dédié à la comtesse du Barry. La gravure se trouve aux archives de la Comédie-Française[62].
- Sigmund Freudenberger, Portrait de Mademoiselle Raucourt Françoise Marie Antoinette Saucerotte dite Mlle Raucourt de la Comédie Française (1772), plume (technique), lavis, aquarelle, gouache. Portrait en buste dans un médaillon. Sous le médaillon, elle est représentée dans le rôle de Monime dans Mithridate, acte V, scène 2. Costume de théâtre, Musée Carnavalet, Paris[62]
- Jean-Baptiste Jacques Augustin, portrait de Mademoiselle Raucourt (1790), aquarelle, gouache, ivoire, email, Musée Cognacq-Jay, Paris[63]
- Adèle Romany, portrait de Mademoiselle Raucourt dans le costume d'Agrippine (1812), huile sur toile conservée à la Comédie-Française[64].
- Jean-Antoine Houdon, buste de Mademoiselle de Raucourt (1783). La tête désolée est levée vers le ciel. Il est possible qu'elle soit ici représentée dans le rôle de Didon. Œuvre exposée en 1884 à une exposition de l'Art rue de Sèze à Paris[65].
- Augustin Pajou, buste en marbre de Mademoiselle Raucourt, dans la collection Wildenstein en 1909 et provenant de la collection du comte de Castellane[65].

## Théâtre

### Carrière à la Comédie-Française
Entrée en 1772
Nommée 166e sociétaire en 1773
- 1772 : Didon de Jean-Jacques Lefranc de Pompignan : Didon
- 1772 : Cinna de Pierre Corneille : Émilie
- 1773 : Mithridate de Jean Racine : Monime
- 1773 : L'Orphelin de la Chine de Voltaire : Idamé
- 1773 : Andromaque de Jean Racine : Hermione
- 1773 : Héraclius de Pierre Corneille : Pulchérie
- 1773 : L'Assemblée d'Augustin-Théodore Lebeau de Schosne, suivi de L'Apothéose de Molière (ballet) : la grande prêtresse d'Apollon
- 1773 : Brutus de Voltaire : Tullie
- 1773 : Orphanis d'Adrien-Michel-Hyacinthe Blin de Sainmore : Orphanis
- 1773 : Térée et Philomèle d'Antoine Renou : Philomèle
- 1773 : Iphigénie de Jean Racine : Eriphile
- 1774 : Adélaïde de Hongrie de Claude-Joseph Dorat : Adélaïde de Hongrie
- 1774 : Athalie de Jean Racine : Josabet
- 1774 : Bajazet de Jean Racine : Roxane
- 1775 : Pygmalion de Jean-Jacques Rousseau : Galatée
- 1775 : Phèdre de Jean Racine : Aricie, puis Phèdre
- 1776 : Britannicus de Jean Racine : Agrippine
- 1779 : Athalie de Jean Racine : Athalie
- 1780 : Iphigénie de Jean Racine : Clytemnestre
- 1781 : Richard III de Barnabé Farmian Durosoy : Marguerite de Lancastre
- 1781 : Nicomède de Pierre Corneille : Arsinoé
- 1782 : Henriette ou la Fille déserteur (pièce dont elle est l'auteur) : comtesse de Saltzbourg
- 1784 : Le Jaloux de Marc-Antoine-Jacques Rochon de Chabannes : la comtesse
- 1786 : Le Chevalier sans peur et sans reproche de Jacques-Marie Boutet de Monvel : une dame bressane
- 1786 : Virginie de Jean-François de La Harpe : Plautie
- 1787 : Hercule au Mont Oeta de Pierre-François Alexandre Lefèvre : Déjanire
- 1788 : Les Réputations de François-Georges Mareschal de Bièvre : la comtesse
- 1788 : Méléagre de Népomucène Lemercier : Althée
- 1789 : Auguste et Théodore d'Ernest de Manteufel : la mère d'Auguste[67]
- 1790 : Le Couvent de Pierre Laujon : la marquise
- 1791 : Virginie de Doigny du Ponceau : Numitorie
- 1791 : Washington ou la Liberté du Nouveau-Monde d'Edme-Louis Billardon de Sauvigny : Mme Nelson
- 1792 : La Mort d'Abel de Gabriel-Marie Legouvé : Ève
- 1792 : Lucrèce d'Antoine-Vincent Arnault : Lucrèce
- 1800 : Montmorency de Henri de Carrion-Nizas : la princesse
- 1800 : Thésée de Claude Frédéric Henri Mazoier : Médée
- 1802 : Cinna de Pierre Corneille : Émilie
- 1807 : Rodogune de Pierre Corneille : Cléopâtre
- 1807 : Pyrrhus ou les Aeacides de Louis-Grégoire Le Hoc : Amestris
- 1810 : Brunehaut ou les Successeurs de Clovis d'Étienne Aignan : Brunehaut
- 1814 : Les États de Blois ou La Mort du duc de Guise de François Just Marie Raynouard : Catherine de Médicis
- 1814 : Britannicus de Jean Racine : Agrippine